# AKB IDOLING!!!
AKB IDOLING!!!（エーケービー アイドリング!!!）是美女甜甜圈（IDOLING!!!）與AKB48成員組成的聯合組合。

## 概要
2009年1月召開的「偶像冠軍 Push☆1」活動使兩個組合建立了聯合關係。雙方的選拔成員組成了組合並製作了樂曲，並在「IDOLING!!!」和「AKBINGO!」兩個節目中進行相互演出。

## 成員
- 根據日程情況，有可能讓各自所屬組合的成員作爲代演。AKB48主要由宮澤佐江擔任代理。
- 按照發表的時的設想，被看作是「進行成員交換」，1st單曲發售後大島（麻）從AKB48畢業，之後活動漸漸低迷，最終自然解散。

### 1st單曲選拔成員
1st單曲『啾一個！』選拔成員爲以下16人。
由AKB48當時發表的成員組成。
IDOLING!!!
- 遠藤舞（3号）
- 外岡好梨花（6号）
- 谷澤惠里香（7号）
- 橫山琉璃香（9号）以上1期生。
- 酒井瞳（14号）
- 朝日奈央（15号）
- 菊地亞美（16号）
- 三宅仁美（17号）以上2期生。

AKB48
- 板野友美
- 大島麻衣[2]
- 小嶋陽菜
- 前田敦子

以上Team A。(當時)
- 大島優子
- 小野惠令奈
- 河西智美

以上Team K。(當時)
- 松井珠理奈（SKE48[3]）

## 唱片
| 序號 | 發售日       | 標題     | 最高 週間 順位 | 首週銷量 | 累積銷量 | 唱片號                           | 發售形態                       |
| ---- | ------------ | -------- | -------------- | -------- | -------- | -------------------------------- | ------------------------------ |
| 1    | 2009年4月1日 | 啾一個！ | 2位            | 32,479張 | 41,297張 | PCCA-02874 PCCA-02872 PCCA-02873 | 通常盤 初回限定盤A 初回限定盤B |

## 出演

### 綜藝節目
- Push★1（2009年2月15日、BS富士）
- AKBINGO!（2009年3月25日・4月1日、日本電視台） - 谷澤除外
- IDOLING!!!（2009年4月10日・14日・16日、富士電視台）
- IDOLING!!!日記（2009年4月7日・14日、富士電視台）
- 音樂戰士 MUSIC FIGHTER（2009年4月17日、日本電視台） - 松井珠理奈的代演是宮澤佐江
- 魁!音樂番付 〜JET〜（2009年5月6日・13日、富士電視台）
- HEY!HEY!HEY!MUSIC CHAMP（2009年6月1日、富士電視台）

### 廣播
- ON8（2009年3月30日、bayfm78（日语：ベイエフエム））- 遠藤、菊地、板野、前田
- RECOMMEN（日语：レコメン!）（2009年4月1日、文化放送）- 遠藤、菊地、大島麻、大島優
- 文化放送開局記念SP AKB IDOLING!!!とチューしようぜ!（2009年4月2日、文化放送） - 谷澤、酒井、三宅、板野、大島麻、前田敦

### 活動
- Push★1（2009年1月31日、品川Prince Hotel（日语：品川プリンスホテル#品川ステラボール））
- 『啾一個！』發售記念活動（2009年4月12日、STUDIO COAST（日语：STUDIO COAST））- 板野的代演是宮澤佐江

## 書籍

### 雑誌
- 月刊B.L.T（日语：BEAUTIFUL Lady & TELEVISION）（2009年4月号、Tokyo News Service）

紀念小組的首次封面，由喜、怒、哀、乐、思5個版本封面20頁原創塗鴉構成。
- WEEKLY PLAYBOY 2009年4月20日号（2009年4月6日発売、集英社）- 封面[4] 和卷頭凹版相片
- BOMB（日语：BOMB）（2009年5月号、學習研究社）
- Kindai 2009年5月号（2009年3月28日發售売、 近代映画社（日语：近代映画社））

## 備注
1. ↑  武道館公演（「AKB48全国巡演 (2009年)」）後成員更新發生了大幅變動。再者，小野由于留學原因在2010年9月27日舉行的AKB48劇場公演後畢業了。
2. ↑  2009年4月26日從AKB48畢業，6月1日從AKB IDOLING!!!畢業。
3. ↑  單曲選拔成員發布時不屬于AKB48任何一隊，現在是SKE48 Team S所属。
4. ↑  封面及第8頁，遠藤、外岡、橫山、板野、小嶋、前田敦

## 外部連結
- AKB IDOLING!!!官網

IDOLING!!!
- IDOLING!!!官網（页面存档备份，存于）

AKB48
- AKB48官網（页面存档备份，存于）
- SKE48官網（松井珠所属）